# 阎寿湖
阎寿湖（1923年—2015年4月23日），山东莱阳人，中国人民解放军将领。
曾任41军政委。1975年12月，担任中国人民解放军第55军政治委员，参加中越战争。2015年4月23日，在广州逝世，享年92岁。